# Diplocephaloides
Diplocephaloides es un género de arañas araneomorfas de la familia Linyphiidae. Se encuentra en China, Japón y Corea.

## Lista de especies
Según The World Spider Catalog 12.0:
- Diplocephaloides saganus (Bösenberg & Strand, 1906)
- Diplocephaloides uncatus Song & Li, 2010